# Châteaux et bastides de Marseille
Cet article recense les constructions appelées « château » ou « bastide », ayant les caractéristiques des bastides, sur la commune de Marseille.
Toutes ces bâtisses n'ont pas eu le même sort. Si certaines ont heureusement gardé leur prestance, tels le Château (et parc) Borély, la Bastide de Tour Sainte, la Magalone ou la Buzine, un grand nombre n'ont pas résisté aux évènements historiques qui ont eu lieu à Marseille. Certaines ont été détruites par les bombardements, lors de la Seconde guerre mondiale, tel le château Picon. Mais surtout beaucoup furent victimes des aménagements urbains et notamment de la construction dans les années 1960 des « cités », qui portent aujourd'hui le nom du domaine sur lequel elles ont été dressées (Grande-Bastide, Bastide Saint-Jean, Château Sec, Maison Blanche,  la Rouguière, etc.)
Le classement est par ordre alphabétique avec pour objectif d'y faire figurer l'ensemble de ces bâtiments qui présentent tous un intérêt architectural ou historique.

## Liste
| Icône            | Signification    | Abréviations             | Abréviations                  | Abréviations             | Abréviations           |
| ---------------- | ---------------- | ------------------------ | ----------------------------- | ------------------------ | ---------------------- |
| Château fort     | Château fort     | = Bastide                | = Ferme fortifiée             | = Maison forte           | = (Néo-)Palladianisme  |
| Renaissance      | Renaissance      | = Château gascon         | = Folie (montpelliéraine)     | = Manoir, Gentilhommière | = Résidence épiscopale |
| Domaine viticole | Domaine viticole | = Classicisme, classique | = Forteresse, fort(ification) | = Maison (noble)         | = Style Beaux-Arts     |
| Palais           | Palais           | = Commanderie            | = Gothique (flamboyant)       | = Néo-baroque            | = Style Second Empire  |
| Ruine ou disparu | Ruine, disparu   | = Château pinardier      | = Hôtel particulier           | = Néo-classique          | = Style italianisant   |
|                  |                  | = Demeure seigneuriale   | ... = Style Louis XII...XVI   | = Néo-gothique           | = Style troubadour     |
|                  |                  | = Éclectisme             | = Logis (seigneurial)         | = Néo-Renaissance        | = Villa (de Nice)      |
| Baroque, rococo  | Baroque, rococo  | = Édifice religieux      | = Motte castrale/féodale      | = Pavillon de chasse     | = Styles du XXe siècle |

| Type                             | Château                                | Arrondis.                          | Protection                               | Notes | Coordonnées                 | Illustration |
| -------------------------------- | -------------------------------------- | ---------------------------------- | ---------------------------------------- | --- | --------------------------- | ------------ |
| Bastide                          | Château des Alpines                    | 7e                                 |                                          | Dans une résidence privée, grande bastide XIXe siècle. | 43° 16′ 21″ N, 5° 22′ 03″ E |              |
| Bastide                          | Château de l'Aroumias                  | 9e                                 |                                          | Bastide XIXe siècle | 43° 15′ 18″ N, 5° 26′ 09″ E |              |
| Bastide                          | Château Beau Pin                       | 8e                                 |                                          | Bastide XIXe siècle, avec mosaïques dauphins sous la toiture | 43° 14′ 26″ N, 5° 22′ 55″ E |              |
| Néo-Renaissance                  | Château Berger                         | 7e                                 |                                          | XIXe siècle, en forme de T pastiche de l'architecture de Chambord ; des blasons portant l'hermine emblème d'Anne de Bretagne ponctuent les façades, échauguettes et fronton. | 43° 16′ 40″ N, 5° 21′ 24″ E |              |
|                                  | Château de Bois-Luzy                   | 12e                                |                                          | Transformé en auberge de jeunesse | 43° 18′ 46″ N, 5° 25′ 30″ E |              |
|                                  | Château de Bonneveine                  | 8e (quartier de Bonneveine)        |                                          | XIXe siècle, actuellement une clinique, deux bâtiments modernes y sont accolés. | 43° 15′ 15″ N, 5° 23′ 15″ E |              |
| Néo-classique                    | Château Borély                         | 8e (quartier de Bonneveine)        | Classé MH (1936) · Notice no PA00081332  | XVIIIe siècle, musée de la mode et de la faïence | 43° 15′ 26″ N, 5° 22′ 55″ E |              |
| Éclectisme                       | Château de la Buzine                   | 11e                                | Inscrit MH (1997) · Notice no PA13000014 | XIXe siècle, musée et cinéma | 43° 17′ 43″ N, 5° 30′ 09″ E |              |
|                                  | Château Cantini                        | 8e                                 |                                          | XIXe siècle, actuellement le Lycée de Marseilleveyre | 43° 14′ 14″ N, 5° 22′ 45″ E |              |
|                                  | Château de Château-Gombert             | 13e                                |                                          | XXe siècle, abrite le Musée du Terroir Marseillais | 43° 21′ 08″ N, 5° 26′ 18″ E |              |
|                                  | Château Double                         | 8e                                 |                                          | XIXe siècle, actuellement école de la Marine Marchande de Marseille | 43° 14′ 15″ N, 5° 22′ 32″ E |              |
|                                  | Château Estrangin                      | 8e                                 |                                          | Construit en 1861, brite un centre aéré, ce château est inspiré des demeures bourgeoises parisiennes et du nord de la France. Il se présente sous deux niveaux et un étage mansardé. Il a été construit au sein du Parc Pastré par l'architecte Colin, pour Marie-Amélie Pastré, épouse de Jean Alexis Marie Estrangin. | 43° 14′ 05″ N, 5° 22′ 17″ E |              |
| Bastide                          | Château Fallet                         | 16e, (quartier de l'Estaque)       |                                          | | 43° 21′ 47″ N, 5° 18′ 35″ E |              |
| Bastide                          | Château de Fontainieu                  | 14e                                |                                          | Bastide des années 1920, maison de retraite | 43° 21′ 12″ N, 5° 22′ 46″ E |              |
| Bastide                          | Château de la Forbine                  | 11e, (quartier Saint-Marcel)       |                                          | Bastide flanquée d'une tour d'angle | 43° 17′ 04″ N, 5° 28′ 04″ E |              |
| Bastide                          | Bastide de la Guillermy                | 15e, (quartier des Aygualades)     |                                          | XVIIe siècle, en friche, et abandonnée, sur le bord de l'autoroute A7. | 43° 21′ 28″ N, 5° 21′ 48″ E |              |
| Forteresse, fort(ification)      | Château d'If                           | 7e                                 | Classé MH (1926) · Notice no PA00081333  | XVIe siècle, connu de Le Comte de Monte-Cristo | 43° 16′ 47″ N, 5° 19′ 31″ E |              |
| Bastide                          | Bastide de la Magalone                 | 9e                                 | Inscrit MH (1948) · Notice no PA13000070 | | 43° 15′ 42″ N, 5° 23′ 56″ E |              |
|                                  | Château Magenta                        | 14e                                |                                          | Petit château du XIXe, ancienne résidence d'un maire de Marseille | 43° 19′ 21″ N, 5° 23′ 55″ E |              |
| Bastide                          | Bastide de Maraljehan                  | 8e                                 |                                          | Bastide bourgeoise avec tourelle quadrangulaire. | 43° 14′ 35″ N, 5° 22′ 37″ E |              |
|                                  | Château des Martégaux                  | 13e                                |                                          | Maison de retraite | 43° 19′ 29″ N, 5° 26′ 39″ E |              |
|                                  | Château de Marveyre                    | 8e                                 |                                          | | 43° 16′ 02″ N, 5° 22′ 41″ E |              |
| Bastide                          | Château de la Mirabelle                | 12e                                |                                          | Bastide et parc de 2 hectares | 43° 17′ 51″ N, 5° 26′ 45″ E |              |
| Bastide · Classicisme, classique | Bastide de La Moutte                   | 10e (103, avenue de la Valbarelle) |                                          | XVIIIe siècle, ancienne résidence des Dupuy de la Moutte (trésoriers général de France en la province de Provence) puis des Thomassin de Peynier. Le bâtiment abrite aujourd'hui un institut éducatif et pédagogique.                                                                                                   | 43° 17′ 18″ N, 5° 26′ 54″ E |              |
| Bastide                          | Château de la Panouse (Château Serena) | 9e                                 |                                          | XIXe siècle, sur deux niveaux et une mansarde, avec tours d'angle. | 43° 15′ 27″ N, 5° 25′ 27″ E |              |
| Bastide                          | Château Pastré                         | 8e                                 |                                          | XIXe siècle, | 43° 14′ 01″ N, 5° 22′ 24″ E |              |
|                                  | Château Périer                         | 8e                                 |                                          | | 43° 16′ 46″ N, 5° 22′ 51″ E |              |
| Palais · Classicisme, classique  | Palais du Pharo                        | 7e                                 |                                          | XIXe siècle, | 43° 17′ 39″ N, 5° 21′ 29″ E |              |
| Bastide                          | Château Régis                          | 11e                                | Inscrit MH (1996) · Notice no PA13000010 | XIXe siècle, imitation du Château de Chenonceau, abrite un établissement scolaire catholique privé | 43° 17′ 23″ N, 5° 30′ 01″ E |              |
| Bastide                          | Château de la Reynarde                 | 11e                                | Inscrit MH (1996) · Notice no PA13000011 | XVIIIe et XIXe siècles | 43° 17′ 23″ N, 5° 30′ 20″ E |              |
|                                  | Château Ricard                         | 14e                                |                                          | Petit château néo-classique avec jardin à la française, siège de l'entreprise Ricard. | 43° 20′ 39″ N, 5° 23′ 30″ E |              |
| Bastide                          | Bastide de la Rouguière                | 11e                                |                                          | Bastide, anciennement nommée château de la Salle | 43° 17′ 56″ N, 5° 27′ 28″ E |              |
|                                  | Château de la Rouvière                 | 9e                                 |                                          | | 43° 15′ 15″ N, 5° 25′ 20″ E |              |
| Bastide                          | Château Saint-Antoine                  | 11e                                |                                          | 1792 | 43° 17′ 16″ N, 5° 29′ 19″ E |              |
|                                  | Château de Saint-Barnabé               | 12e                                |                                          | Abrite une crèche | 43° 18′ 13″ N, 5° 25′ 06″ E |              |
| Bastide                          | Château de Saint-Cyr                   | 11e                                |                                          | Bastide et parc du XIXe siècle | 43° 16′ 54″ N, 5° 26′ 29″ E |              |
| Forteresse, fort(ification)      | Fort Saint-Jean                        | 2e                                 | Classé MH (1964) · Notice no PA00081344  | 1660 | 43° 17′ 43″ N, 5° 21′ 42″ E |              |
|                                  | Château Saint-Joseph                   | 14e                                |                                          | Mairie de secteur | 43° 20′ 43″ N, 5° 22′ 48″ E |              |
| Forteresse, fort(ification)      | Fort Saint-Nicolas                     | 7e                                 | Classé MH (1969) · Notice no PA00081345  | 1660 | 43° 17′ 27″ N, 5° 21′ 45″ E |              |
| Villa                            | Château Saint-Victor                   | 8e                                 |                                          | XIXe siècle, grande villa privée | 43° 16′ 08″ N, 5° 22′ 39″ E |              |
| Villa                            | Château Talabot                        | 7e, (quartier du Roucas Blanc)     |                                          | XIXe siècle, grande villa privée construite pour Paulin Talabot. Murs en briques et toits de cuivre verdi. | 43° 16′ 19″ N, 5° 22′ 18″ E |              |
| Bastide                          | Bastide du Vallon Giraudy              | 14e                                | Inscrit MH (1995) · Notice no PA00135622 | 1700 | 43° 21′ 06″ N, 5° 23′ 11″ E |              |
|                                  | Château de Valmante                    | 9e                                 |                                          | XIXe siècle, centre de rééducation fonctionnelle | 43° 14′ 50″ N, 5° 24′ 53″ E |              |
| Villa · Néo-Renaissance          | Villa Valmer                           | 7e                                 |                                          | XIXe siècle | 43° 16′ 47″ N, 5° 21′ 18″ E |              |